# Cronotips
Per cronotip s'entenen les diferents variants que, en diferents individus, poden adoptar els ritmes circadians endògens.
Un ritme circadià es refereix a un cicle fisiològic subjacent de 24 hores que es produeix a la majoria dels organismes vius. En els éssers humans, hi ha patrons cíclics diaris clars a la temperatura corporal central, hormonals i la majoria dels altres sistemes biològics. Aquests cicles són importants per a molts processos moleculars i conductuals. En particular, els ritmes circadians són importants en la regulació dels patrons de son.
Cada individu té un ritme circadià endogen, però la sincronització d'aquests ritmes varia. Aquestes variacions són el que es coneix com a cronotip i són conseqüències conductuals d'aquests cicles subjacents. Hi ha dos cronotips establerts:
- Mussols o persones de nit
- Aloses o persones de dia

La majoria de la gent es troba en algun punt intermedi entre tots dos cronotips. El cronotip pot ser determinat fàcilment mitjançant un qüestionari, i és realment útil per a l'estudi dels ritmes circadians.

## Variants genètiques associades al cronotip
Recents estudis han demostrat que hi ha un total de 22 variants genètiques associades amb el cronotip. Aquestes variants estan associades a gens coneguts per la seva importància en la fotorecepció i la regulació dels ritmes circadians.
La variant genètica més fortament associada al cronotip passa prop del gen rgs16, que és un regulador de la senyalització mediada per proteïnes G, i té un paper conegut en els ritmes circadians. En ratolins, l'ablació gènica de rgs16 allarga el període circadià, allargant així el ritme conductual. En regular temporalment la senyalització de cAMP, rgs16 ha demostrat ser un factor clau en la sincronització de la comunicació intercel·lular entre les neurones marcapassos al nucli supraquiasmàtic (SCN), el centre de control del ritme circadià en els éssers humans.
Una altra variant es produeix a prop de per2, que és un conegut regulador dels ritmes circadians i conté una variant que s'associa amb la formació de l'iris. Això suggereix un enllaç entre la funció de l'iris i el cronotip. Els ratolins knockout per2 mostren activitat locomotora arrítmica. Per tant, el cronotip és genèticament heretable.

## Cronotip i malaltia
Des de fa temps, se sap que l'alteració dels ritmes circadians està associada a malalties humanes, principalment metabòliques. Nous estudis han demostrat que hi ha una clara correlació genètica entre el cronotip i l'índex de massa corporal (IMC). Tot i això, els fenòmens de causa-efecte subjacents a aquests paràmetres encara no han estat descoberts.